# Al-Naft SC
Der Al-Naft Sports Club (arabisch نادي النفط الرياضي, DMG Nādī n-Nafṭ ar-riyāḍī) ist ein 1979 gegründeter irakischer Sportverein aus Bagdad. Aktuell (Stand Juli 2025) spielt der Verein in der ersten Liga.

## Erfolge
- Irakischer Vizemeister: 2016/17

### Sonstige Erfolge
- Baghdad Championship: 1998/99 (2. Platz)
- Durand Cup: 1996 (2. Platz)

## Stadion
Der Verein trägt seine Heimspiele im Al-Saher Ahmed Radhi Stadium in Bagdad aus. Das Stadion hat ein Fassungsvermögen von 5150 Personen.

## Trainer
| Trainer         | Nation | von               | bis                |
| --------------- | ------ | ----------------- | ------------------ |
| Dhurgham Mahdi  | Irak   | 1. Juli 1983      | 30. Juni 1984      |
| Wathiq Aswad    | Irak   | 1. Juli 2002      | 30. Juni 2004      |
| Shaker Mahmoud  | Irak   | 11. Dezember 2012 | 16. Februar 2013   |
| Jamal Ali       | Irak   | 1. März 2013      | 18. September 2013 |
| Basim Qasim     | Irak   | 6. September 2013 | 5. Juni 2014       |
| Thair Jassam    | Irak   | 11. Oktober 2014  | 2. Mai 2015        |
| Hassan Ahmed    | Irak   | 1. Juli 2015      | 30. Juni 2019      |
| Basim Qasim     | Irak   | 13. März 2019     | 24. Juli 2019      |
| Yahya Alwan     | Irak   | 27. Juli 2019     | 26. März 2021      |
| Basim Qasim     | Irak   | 26. März 2021     | 30. Juni 2022      |
| Hassan Ahmed    | Irak   | 5. Juli 2022      | 31. Oktober 2022   |
| Mohamed Youssef | Irak   | 23. Februar 2023  | 8. Mai 2023        |
| Basim Qasim     | Irak   | 1. Juli 2023      | 18. Juni 2024      |
| Adel Nima       | Irak   | 7. August 2024    |                    |

## Statistik in den CAF-Wettbewerben
| Jahr    | Wettbewerb              | Runde    |
| ------- | ----------------------- | -------- |
| 2018/19 | Arab Club Champions Cup | 2. Runde |